# 라스트 액션 히어로
라스트 액션 히어로(Last Action Hero)는 1993년 개봉한 미국의 영화이다.

## 줄거리
10살 대니 매디건은 과부가 된 엄마 아이린과 함께 범죄가 만연한 뉴욕의 한 지역에 산다. 아버지가 돌아가신 후 대니는 액션 영화를 보며 위안을 얻는데, 특히 닉이 소유한 버려진 영화관에서 로스앤젤레스 경찰 잭 슬레이터가 출연하는 시리즈를 즐겨 본다. 닉은 대니에게 해리 후디니가 소유했던 황금 티켓을 주고 잭 슬레이터 4를 보러 오라고 초대한다.
영화가 상영되는 동안 티켓 조각은 대니를 가상의 세계로 이동시키고, 자동차 추격전 중에 슬레이터를 방해한다. 슬레이터는 대니를 로스앤젤레스 경찰국 본부로 데려가고, 대니는 수많은 매력적인 여성들과 수염이라는 만화 고양이 탐정이 등장하는 등 슬레이터 세계의 허구적인 특성에 대한 증거를 지적한다. 대니는 슬레이터의 친구 존 프랙티스가 "모차르트를 죽였다"며 믿을 수 없다고 말한다(그가 아마데우스에서 안토니오 살리에리와 같은 배우에 의해 연기되었기 때문이다). 슬레이터는 이를 대니의 상상으로 치부하지만, 슬레이터의 상관인 데커 중위는 대니를 그의 파트너로 지명하고 마피아 보스 토니 비발디와 관련된 범죄 활동을 조사하도록 지시한다.

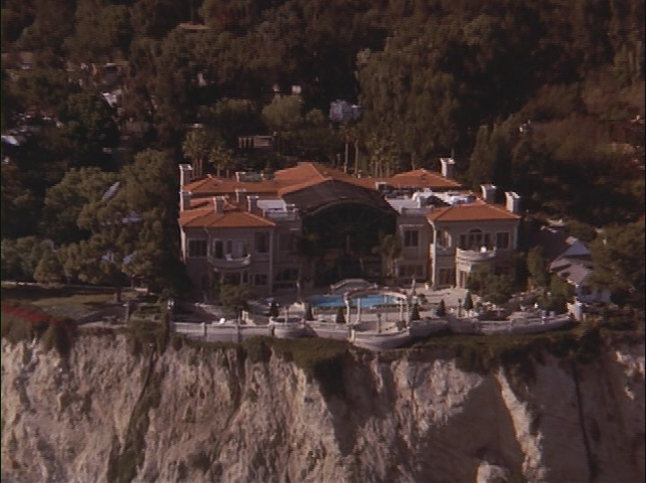
말리부에 있는 토니 비발디의 저택.

대니는 영화 시작 부분에서 그 위치를 알아보고 슬레이터를 비발디의 저택으로 안내한다. 그곳에서 그들은 비발디의 부하 베네딕트 씨를 만난다. 비발디와 베네딕트는 슬레이터의 둘째 사촌을 죽였지만, 슬레이터는 증거가 없어 대니와 함께 떠날 수밖에 없었다. 그러나 베네딕트는 대니가 어떻게 알았는지 궁금해하며 몇 명의 고용된 총잡이들과 함께 슬레이터와 대니를 슬레이터의 집으로 쫓아간다. 그곳에서 슬레이터와 그의 딸 휘트니, 대니는 공격을 저지하지만, 베네딕트가 티켓 조각을 손에 넣어 그것이 자신을 현실 세계로 이동시킬 수 있다는 것을 발견한다.
슬레이터는 치명적인 가스를 방출하여 라이벌 갱단을 살해하려는 비발디의 계획을 추론한다. 그와 대니는 이를 막으러 가지만, 대니가 옳았다는 것을 밝히는 프랙티스에게 가로막힌다. 프랙티스는 비발디를 위해 일하고 있었다. 수염은 프랙티스를 죽여 슬레이터와 대니를 구하고, 가스 방출로 인한 사망자를 막는다. 비발디의 계획이 실패하자, 베네딕트는 그를 죽이고 티켓 조각을 사용하여 현실 세계로 탈출하며, 슬레이터와 대니가 그를 추격한다.
슬레이터는 진실을 알게 된 후 낙담하지만, 아이린과 시간을 보내며 기운을 되찾는다. 한편 베네딕트는 영화에서 슬레이터를 연기하는 배우 아놀드 슈워제네거를 죽이고, 다른 영화 악당들을 현실 세계로 데려와 세계를 장악할 계획을 세운다. 이를 돕기 위해 베네딕트는 잭 슬레이터 3의 악당인 리퍼를 잭 슬레이터 4 시사회에 데려와 슈워제네거를 암살하게 한다. 슬레이터는 슈워제네거를 구하고 리퍼를 죽인다. 베네딕트는 슬레이터를 쏴 중상을 입힌다. 대니는 베네딕트의 무기를 빼앗고, 슬레이터는 베네딕트의 폭발성 유리 의안을 쏴 그를 죽인다. 그러나 폭발로 인해 티켓 조각이 사라진다. 슬레이터가 피를 많이 흘리자 대니는 그를 구할 유일한 방법은 가상의 세계로 돌려보내는 것뿐이라는 것을 안다. 그곳에서는 그의 부상이 단순한 찰과상으로 바뀔 것이기 때문이다.
티켓 조각은 제7의 봉인을 상영하는 극장 앞에 떨어지고, 화면에서 죽음의 형상이 나타난다. 죽음은 의아해한다. 잭 슬레이터는 언제 죽을지 알 수 있는 명단에서 빠져 있고, 대니는 할아버지가 되어 죽을 예정이기 때문이다. 죽음은 티켓의 다른 반쪽을 찾아보라고 제안한다. 대니는 그것을 찾아 슬레이터를 그의 영화로 다시 데려가고, 그곳에서 그의 상처는 즉시 치유된다. 대니는 포털이 닫히기 전에 현실 세계로 돌아온다. 회복된 슬레이터는 두 세계의 차이점을 인식하며 자신의 현실의 진정한 본질을 받아들인다. 대니와 닉은 과거를 회상하며 유대감을 형성하고, 슬레이터는 화면 속에서 운전하며 작별 인사를 한다.

## 출연

### 주연
- 아놀드 슈왈제네거

### 조연
- F. 머레이 아브라함
- 아트 카니
- 찰스 댄스
- 프랭크 맥래
- 톰 누난
- 로버트 프로스키
- 앤서니 퀸
- 메르세데스 룰
- 오스틴 오브라이언
- 대니 드비토
- 라이언 골드스테인

## 기타
- 공동제작: 로버트 E. 레일리아
- 공동제작: 닐 노드링거
- 협력프로듀서: 로버트 H. 레머
- 미술: 유지니오 자넷
- 특수효과: 리처드 그린버그
- 의상: 글로리아 그레셤

## 한국판 성우진(SBS, 1995년 1월 31일)
- 이정구 - 잭 슬레이터 (아놀드 슈왈제네거)
- 손정아 - 대니 매디건 (오스틴 오브라이언)
- 엄주환 - 베네딕트 (찰스 댄스)
- 한상덕 - 존 프랙티스 (F. 머레이 에이브라함)
- 김계원 - 닉(로버트 프로스키)
- 김기현 - 데커 경위(프랭크 맥래)
- 김민
- 유지영 - 시장 (티나 터너) / 대니의 엄마 (메르세데스 룰)
- 이종구 - 토니 비발디(앤서니 퀸)
- 정동열
- 유해무 - 리퍼(톰 누난) / 만화 고양이
- 유영환
- 김현우
- 안종익
- 임성표
- 차명화
- 김일 - 강도(패트릭 플래니건)
- 서광재
- 조유연

## 같이 보기
- 극중극